# Jabir ibn Hayyan
Abu Mūsā Jābir ibn Hayyān (en arabe : جابر بن حیان, en persan : جابر بن حیان, souvent avec les nisbahs d'al-Bariqi, al-Azdi, al-Kufi, al-Tusi ou al-Sufi ; fl. c. 721 - c. 815), aussi connu par la latinisation Geber, était un polymathe : chimiste et alchimiste, astronome et astrologue, ingénieur, géographe, philosophe, physicien, et pharmacien et médecin perse originaire de Tous, Khorassan, Iran. Il a été décrit comme le père des débuts de la chimie, qui a également anticipé la fission nucléaire et le pouvoir destructeur de la scission d'un atome,,,.
Dès le xe siècle, l'identité de Jabir ainsi que l'étendue de son corpus étaient mis en question dans les cercles islamiques, puisque nombre de ses écrits auraient été l'œuvre d'autres intellectuels empruntant son nom. Aujourd'hui, les incohérences de forme et d'état de la connaissance poussent les historiens à parler du « Corpus Jabir », afin de mettre en évidence la multiplicité de ces auteurs.
Son nom a été latinisé en tant que "Geber" dans l'Ouest chrétien et dans l'Europe du xiiie siècle. 'Geber' a également été réutilisé par un moine franciscain d'Assise, Paul de Tarente, habituellement appelé Pseudo-Geber, pour publier des écrits d'alchimie et de métallurgie.

## Biographie générale
Jabir est né à Tous, Khorassan, en Perse, alors dirigé par le Califat Omeyyade. Le nom Al-Azdī indique son affiliation avec la tribu Arabe des Azd (Qahtanite), cependant, il y a une divergence quant à savoir s'il était un Arabe, un Persan du Khorassan qui est ensuite allé à Koufa, ou s'il était, comme certains l'ont suggéré, d'origine syrienne, et a plus tard vécu en Perse et en Irak.
Son origine ethnique n'est pas claire : certaines sources le désignent comme le fils de Hayyan al-Azdi, un pharmacien de la tribu arabe Azd qui a émigré du Yémen à Koufa (Irak actuel) pendant le califat omeyyade,,,, tandis que d'autres le désignent comme un Persan. Henry Corbin croit que Geber semble avoir été un client de la tribu Azd.
Selon Ibn al-Nadīm, Jabir était originaire du Khorassan (Est de l'Iran), mais a passé la majeure partie de sa vie à Koufa. Les Azd étaient fermement établis à la fois à Koufa et au Khorassan, Jabir était peut-être un descendant des Arabes installés dans la région. Hayyan avait soutenu la révolte abbasside contre les Omeyyades, et avait été envoyé dans la province de Khorassan pour rassembler le soutien pour leur cause. Il a finalement été capturé par les Omeyyades et exécuté. Sa famille a fui au Yémen,, où Jabir a grandi et a étudié le Coran, les mathématiques et d'autres sujets. La profession du père de Jabir peut avoir grandement contribué à son intérêt pour l'alchimie.
Après la prise du pouvoir par les Abbassides, Jabir retourna à Koufa. Il a commencé sa carrière en pratiquant la médecine, sous le patronage d'un vizir (de la noble famille perse Barmécides) du calife Hâroun ar-Rachîd. Ses liens avec les Barmécides lui ont coûté cher à la fin. Quand cette famille est tombée en disgrâce en 803, Jabir a été placé en résidence surveillée à Koufa, où il est resté jusqu'à sa mort.
Il a été affirmé que Jabir était un étudiant de l'imam Ja'far al-Sâdiq et Harbi al-Himyari,; cependant, d'autres chercheurs ont remis en question cette théorie.

## Travaux alchimiques

Image d'Alembic, inventée par Jabir ibn Hayyan.

Jâbir a écrit plus de cent traités sur des sujets variés, dont 22 concernent l'alchimie. Fermement bâtis sur des observations expérimentales, ses livres donnent une systématisation des procédés chimiques fondamentaux utilisés par les alchimistes, tels que la cristallisation, la distillation, la calcination, la sublimation et l'évaporation. En particulier, Jâbir devine que des quantités finies de différentes substances sont mises en œuvre au cours des réactions chimiques, devançant ainsi de presque un millénaire les principes de la chimie moderne et notamment de la loi des proportions définies découverte par Joseph Louis Proust en 1794[réf. à confirmer],,.
On lui attribue également l'invention et le développement de plusieurs équipements de laboratoire toujours en usage à l'heure actuelle[Lesquels ?]. Héritier des alchimistes gréco-égyptiens comme Zosime de Panopolis, il utilisa l'alambic, qui lui permit d'effectuer des distillations de manière plus sûre, plus aisée et plus efficace. En distillant des sels en présence d'acide sulfurique, Jâbir découvrit l'acide chlorhydrique[réf. nécessaire](à partir de chlorure de sodium) et l'acide nitrique[réf. nécessaire]. (à partir de salpêtre). Au-delà de ses applications pour l'extraction et la purification de l'or, cette invention fit à la fois le bonheur et le désespoir des alchimistes pendant le millénaire suivant[pourquoi ?]. On lui attribue également la découverte de l'acide tartrique [réf. nécessaire](à partir de résidus de vinification).
Jâbir appliqua ses connaissances à l'amélioration de nombreux procédés de fabrication, parmi lesquels la fabrication de l'acier et de divers métaux, la prévention de la rouille, la dorure, la teinture des vêtements, la tannage du cuir, ainsi que l'analyse de pigments. Il développa l'utilisation du dioxyde de manganèse (MnO2) dans la fabrication du verre afin de compenser les teintes vertes produites par le fer, procédé encore employé de nos jours. Il remarqua que l'ébullition du vin produit une vapeur inflammable, ouvrant ainsi la voie à la découverte de l'éthanol par Al-Razi.
Il proposa également une nomenclature des substances, qui peut être vue comme posant les bases de la classification des éléments moderne. Il proposa de séparer les substances en trois catégories : « esprits », qui se vaporisent sous l'effet de la chaleur comme le camphre, l'arsenic ou le chlorure d'ammonium ; les « métaux » comme l'or, le plomb, le cuivre et le fer ; et les « pierres » qui peuvent être broyées sous forme de poudre.
Au cours du Moyen Âge, ses traités d'alchimie furent traduits en latin et devinrent les textes de référence des alchimistes européens. Parmi ceux-ci on peut citer le Kitab al-Kimya (« Livre de la composition de l'alchimie »), traduit par Robert de Chester en 1144, et le Kitab al-Sab'een (« Les 70 livres »), traduit par Gérard de Crémone (avant 1187). Berthelot traduisit certains de ses livres connus sous les titres de « Livre du Royaume », « Livre de l'Équilibre », « Livre de Mercure Oriental ». Certains termes techniques introduits par Jâbir passèrent dans les langues européennes et devinrent des mots courants du vocabulaire scientifique, comme al kali (alcalin).
Jâbir devint alchimiste à la cour du calife Haroun al-Rashid. Son intérêt pour l'alchimie fut très inspiré par son maître Ja'far al-Sadiq, qui était un homme très instruit et l'une des plus hautes autorités dans le domaine des sciences ésotériques. Jâbir fut lui-même surnommé « al-Sufa », ce qui indique qu'il appartenait à une branche mystique et ascétique de l'Islam. Il écrivit le Kitab al-Zuhra (« Livre de Vénus », le Noble art de l'alchimie) pour Haroun al-Rashid. Il écrit dans son « Livre des Pierres » que « le but est de désarçonner et d'induire en erreur tous sauf ceux aimés de Dieu et qu'il destine au savoir. » Ses travaux étaient délibérément écrits suivant un code ésotérique, de manière que seuls ceux ayant été initiés dans son école d'alchimie puissent les comprendre. Il est donc très difficile pour le lecteur moderne de discerner quels aspects de ses écrits doivent être compris comme des symboles (et d'en démêler la signification) et lesquels peuvent être compris littéralement.
Le but des travaux alchimiques de Jâbir concernait la création artificielle de la vie. Ses recherches étaient fondées théoriquement sur une numérologie élaborée liée aux systèmes pythagoricien et néoplatonicien. La nature et les propriétés des éléments étaient définies aux travers de nombres assignés en fonction des consonnes arabes présentes dans leurs noms.
Jâbir ajouta quatre propriétés à la physique d'Aristote : le chaud, le froid, le sec et l'humide. Chaque élément de la physique d'Aristote était caractérisé par ces propriétés : le Feu était chaud et sec, l'Eau froide et humide, la Terre froide et sèche et l'Air chaud et humide. Dans les métaux, deux de ces propriétés étaient intérieures et deux extérieures. Par exemple, le plomb était froid et sec, et l'or chaud et humide. D'après la théorie de Jâbir, il devrait être possible en réarrangeant les propriétés d'un métal d'en créer un nouveau. Cette théorie fut à l'origine de la recherche de l’al-iksir, l'élixir indéfinissable qui aurait rendu cette transformation possible, équivalent de la pierre philosophale dans l'alchimie européenne.
Les travaux de Jâbir concernèrent également la médecine et l'astronomie. Malheureusement, un petit nombre seulement de ses livres ont été édités et publiés, et peu sont toujours disponibles pour la traduction.
Il aurait aussi inventé l'alambic au VIIIe siècle selon certaines sources.
Mais contrairement à la croyance populaire, il n'est pas l'inventeur de l'eau régale, qui est le fait de Pseudo-Geber.

## Ouvrages de Jâbir ibn Hayyân
Les écrits de Jâbir peuvent être classés en quatre catégories :
1. Les 112 Livres dédiés aux vizirs et au calife Haroun al Rashid, descendants des prêtres afghans gardiens des lieux saints bouddhistes[réf. nécessaire]. Ils incluent la version arabe de la célèbre « Table d'émeraude » (Tabula Smaragdina), un ancien texte hermétique appartenant à l'alchimie « spirituelle ». Ce texte a été traduit en latin et publié un grand nombre de fois au Moyen Âge.
2. Les 70 Livres, dont la plupart furent traduits en latin au cours du Moyen Âge.
3. Les 10 Livres de Rectification, qui contiennent la biographie d'« alchimistes » parmi lesquels Pythagore, Socrate, Platon et Aristote.
4. Le 4e groupe, dont notamment les Livres de l’Équilibre, qui contiennent sa théorie sur l'équilibre dans la nature. Il est difficile de déterminer exactement lesquels furent écrits par Jâbir et lesquels le furent par ses étudiants, mais il est certain qu'ils ont tous pour origine son école d'alchimie[réf. nécessaire].

Ses livres influencèrent nettement les alchimistes européens et justifièrent leur quête de la pierre philosophale, Lapis Philosophicus. On lui attribue la paternité d'un grand nombre d'équipements de laboratoire de chimie et de procédés maintenant courants ainsi que la découverte de substances chimiques, tels que l'acide chlorhydrique et l'acide nitrique, la distillation (qu'il a reprise des Grecs de l'époque hellénistique) et la cristallisation, qui devinrent les fondements de la chimie et du génie chimique modernes.

## Le Pseudo-Geber
Le Moyen Âge a attribué à tort à Jâbir, dès lors appelé Geber latin ou Pseudo-Geber, des ouvrages d'alchimie qui sont apocryphes. Marcellin Berthelot a démontré que les ouvrages latins de Geber ne pouvaient venir de Jâbir ibn Hayyân mais dataient de la fin du XIIIe siècle, car ils décrivent des substances chimiques, surtout des acides minéraux, et des procédés de chimie inconnus des Arabes et qui relèvent de la fin du XIIIe siècle (La Chimie au Moyen Âge, p. 336-350).
Le plus illustre de ces livres d'alchimie est La Somme de perfection (Summa perfectionis) (vers 1260). Selon William R. Newman, ce traité pourrait avoir été écrit vers 1260 par Paul de Tarente, un franciscain auteur d'autres ouvrages sur l'alchimie.
Il existe, au moins, une autre hypothèse. Une autre tradition propose[réf. souhaitée] al Jābir, al Djāber, voire al Jarbi, un alchimiste mudéjar de la péninsule ibérique connu sous le nom de Geber. Il n'en est pas moins vrai qu'il continue de 1310 à 1360 les travaux des maîtres arabo-persans. Ses trois livres surtout connus en latin puis publiés en langue véhiculaire au XVIIe siècle sont :
- Summa perfectionis magisterii soit Le Testament
- Liber fornacum soit Le Livre des fourneaux (ou appareils de laboratoire)
- De investigatione perfectionis  soit La Recherche de perfection
- De inventione veritatis soit L'Invention de la vérité.

Notons que le mathématicien et géomètre Abou-Mohammed Djabir ibn Allah, dit Geber de Séville, vivant dans la seconde moitié du XIe siècle, est l'auteur d'un volumineux traité sur l'astronomie, traduit par Gérard de Crémone. Mais il ne peut être confondu avec les autres.

## Œuvres
- (en) Eric John Holmyard, The Arabic Works of Jabir ibn Hayyan, 2 volumes, Librairie orientaliste Paul Geuthner, Paris, 1928
- (fr) Marcellin Berthelot, La Chimie Arabe, Imprimerie nationale, 1893 (compilation commentée des textes de Jabir dans les archives à Paris et Leyde et Liber septuaginta de Geber).
- (fr) Pierre Lory, Dix traités d'alchimie de Jâbir ibn Hayyân - Les dix premiers Traités du 'Livre des Soixante-dix'. Textes traduits et présentés, Paris, Sindbad, 1983, réédité avec une mise à jour en 1996 par Actes-Sud.